# Camaçari
Camaçari, amtlich Município de  Camaçari, ist eine Großstadt im brasilianischen Bundesstaat Bahia. 
Sie wurde 1758 als Vila Nova do Espírito Santo de Abrantes, oder kurz Vila Abrantes, gegründet. Nach der Volkszählung 2010 hatte sie 242.970 Einwohner, 2019 wurde die Bevölkerungszahl auf 299.132 geschätzt. Die Fläche beträgt 784,658  km² mit einer Bevölkerungsdichte von 309 Einwohner/km² (Stand: 2010). Die Stadt liegt auf einer Höhe von 36 Meter über Meeresspiegel. Sie wird im Osten durch den Atlantischen Ozean begrenzt. Sie gehört zur Metropolregion Salvador, von der südlich gelegenen Hauptstadt Salvador ist sie rund 41 km entfernt.

## Klima
Das Klima ist tropisch nach der Klimaklassifikation nach Köppen und Geiger vom Klimatyp Aw/As mit einer Durchschnittstemperatur von 26 °C.

## Wirtschaft
Camaçari ist mit dem Industriepark Polo Industrial de Camaçari ein bedeutender Industriestandort und trägt den Städtespitznamen Cidade Industrial. 1978 wurde in der Stadt der Petrochemie-Komplex Polo Petroquímico de Camaçari eröffnet, der mehr als 90 Chemiefabriken (Braskem), Automobilindustrie (BYD und Continental AG), Cellulose-, Kupferverarbeitung, Textilindustrie, Getränkeherstellung und Dienstleistungen umfasst.

## Tourismus
Camaçari verfügt über mehr als 42 km Strände, die als Kokusküste bekannt sind. Sie ist durch die Landesstraße BA-099, der Estrada do Coco, erschlossen. die von  Praia do Forte bis Lauro de Freitas führt. An der Küste liegen einige der ältesten Hippie-Orte, im Landesinneren finden sich Siedlungen der Quilombas. Bekannte Siedlungen sind u. a. Guarajuba, Jauá und Arembepe. Der Tourismus hat einen hohen Anteil am Wirtschaftsleben der Munizipalstadt.
Bekannte Strände sind:
- Praia de Armbepe
- Praia de Barra do Jacuípe
- Praia de Busca Vida
- Praia de Guarajuba
- Praia de Genipabu
- Praia de Interlagos
- Praia de Itacimirim
- Praia do Japonês
- Praia de Jauá

## Söhne und Töchter der Stadt
- Everaldo (* 1974), Fußballspieler
- Fabiano Santacroce (* 1986), Fußballspieler
- Lins Lima de Brito (* 1987), Fußballspieler
- Anselmo Ramon (* 1988), Fußballspieler
- Maxwell Batista da Silva (* 1989), Fußballspieler
- Adaílton dos Santos da Silva (* 1990), Fußballspieler